# Epoligosita australiensis
Epoligosita australiensis är en stekelart som först beskrevs av Alexandre Arsène Girault 1912.  Epoligosita australiensis ingår i släktet Epoligosita och familjen hårstrimsteklar. Inga underarter finns listade i Catalogue of Life.